# Трилогія гуситська
Трилогія гуситська або Сага про Рейневана (пол. Trylogia husycka) — неофіційна назва серії з трьох романів жанру історичного фентезі.
Написана польським письменником-фантастом Анджеєм Сапковським в період 2001—2006 років. Події розвиваються за часів гуситських війн у Чехії та Польщі, а головним героєм романів є Рейневан (Рейнмар з Беляви).
До серії входять такі романи:
- Вежа Блазнів (Narrenturm) (2002 рік)
- Божі воїни (Boży bojownicy) (2004 рік)
- Вічне світло (Lux perpetua) (2006 рік)

У романах постають реальні історичні особи, пов'язані з описаними збройними конфліктами. Серед них, зокрема, — князь Фридерик Острозький.

## Переклад українською
Трилогія виходила українською мовою у 2006—2007 роках у видавництвах «Зелений пес» / «Гамазин» (перекладач Андрій Поритко).
- Анджей Сапковський. Вежа блазнів (Narrenturm). («Сага про Рейневана» 1). Переклад з пол.: Андрій Поритко. Київ: Зелений Пес. 2006. — 736 с. ISBN 966-365-095-8 («Іноземний легіон»)[1].
  - (передрук) Анджей Сапковський. Вежа блазнів (Narrenturm). («Сага про Рейневана» 1). Переклад з пол.: Андрій Поритко. Харків: КСД. 2018. 688 с. ISBN 978-617-12-4755-0.
- Анджей Сапковський. Божі воїни (Boży bojownicy). («Сага про Рейневана» 2). Переклад з пол.: Андрій Поритко. Київ: Зелений Пес, 2006. — 640 с. ISBN 966-365-101-6 («Іноземний легіон»).
  - (передрук) Анджей Сапковський. Божі воїни (Boży bojownicy). («Сага про Рейневана» 2). Переклад з пол.: Андрій Поритко. Харків: КСД. 2019. 688 с. ISBN 978-617-12-5604-0.
- Анджей Сапковський. Вічне світло (Lux Perpetua). («Сага про Рейневана» 3). Переклад з пол.: Андрій Поритко. Київ: Гамазин, 2007. — 632 с. ISBN 978-966-2938-55-5 («Іноземний легіон»)[2][3].
  - (передрук) Анджей Сапковський. Вічне світло (Lux Perpetua). («Сага про Рейневана» 3). Переклад з пол.: Андрій Поритко. Харків: КСД. 2019. 624 с. ISBN 978-617-12-6580-6.